# うしじまいい肉
うしじまいい肉（うしじまいいにく、年齢非公開）は、日本の女性コスプレイヤー、事業家、グラビアアイドルプロデューサー、歌手である。東京都出身・在住。

## 人物
自らをアキバ系と認め、ゲーム、漫画、アニメ、に惹かれていたと話す。学生時代より成人向け漫画を好み、その為か露出の多いコスチュームに対して微塵も抵抗がないと語る。
コスプレをはじめたのは2006年。同年12月のイベントでデビュー。その後、2007年あたりから注目を集めはじめ、以後インターネットなどで大きな人気を博し、カリスマコスプレイヤーとも称されるようになる。芸名はマンガ『闇金ウシジマくん』からとったもの。

## 活動
自主製作のコスプレ（デジタル）写真集を多数発表・販売しており、各種イベント やDVD などにも出演。また、『ヤングチャンピオン』（秋田書店）、『FRIDAY』（講談社） など一般誌のグラビアでも活動。
2010年には友人 でもある漫画家・伊佐美ノゾミによる、うしじまをモデルとした成年コミック『うしじまいい肉』が『COMIC阿呍』（ヒット出版社）10月号に掲載。タイアップ企画として同誌にはうしじまのグラビアも掲載された。この作品はのちに短期連載へと移行し 2011年には単行本化されるが、多くの発注があり発売前に増刷がなされたという。なお、単行本裏表紙にもうしじまの写真が用いられているほか、グラビアが16ページ掲載されていた。同年1月1日にはセルフプロデュースによる初のイメージDVD『WHAT IF IT'S A HUMAN？』が発売され、前年末には予約だけで大手ネット通販サイトAmazonにおけるアイドルDVDのセールス1位を記録した。
2011年にはテレビ東京のアニメソングを集めたカバー・コンピレーションCDのジャケットを飾った。また2012年11月にニコニコ動画で行われたうしじまの生着替えの生中継は、来場者数49000人を数えた。
2011年に行われたインタビューでは、自身「プロ」になる事は望んでおらずあくまでアマチュアであり趣味であると主張している。雑誌の取材などでは全て謝礼の授受が行われている。
またいくつかのインタビューで、後進のコスプレイヤーを育てる事にも興味を持っているとも語っている。2009年の『メンズサイゾー』（株式会社サイゾー）によるインタビューでは、自身のビジュアルイメージを表現できるのならば自分は裏側に回って可愛い女の子を撮りたいのであるが、肖像権等の問題から自分自身を素材にしていると話す。
写真集は従来自主製作のものであったが、2013年には一迅社から商用写真集『うしじまいい肉写真集』が発売された。
2012年2月4日の「第19回Fancy Frontier 開拓動漫祭」に参加した際、下半身下着姿で販売を行っていたことが現地メディアに取り上げられて問題視され、翌5日の参加を拒絶されている。うしじまはこの件について「会場で注意されて即着替えた」と述べており「正味15分ぐらいで記者に面白ショットとられただけでそんなに悪いと思えない」と主張した。また同日に台北市政府警察局中正第一分局のパトカーの前でスカートから下着を露出した姿で撮影を行っていたことについて、台北市は「警察のイメージを損なう可能性がある」と抗議し、法的責任を追及すると発表した。
2014年現在も現役のコスプレイヤーとして活動中であるが、洋服のブランドである「PredatorRat」（ぷれでたーらっと）を立ち上げ、事業家としての活動も行っている。また2013年10月現在、Twitterのプロフィールでは「グラビアアイドルプロデューサー」を名乗り、自身のみならず、他のモデルをプロデュースしている。また普段は主としてアダルトビデオや風俗の女性の写真のレタッチなどを行っている。
『週刊大衆ヴィーナス』（双葉社）で「うしじまズバッ!と人生相談」の連載を開始する。
2017年10月、鎌田紘子と音楽ユニット「うしとかま」を結成。

## イベント
- ワンダーフェスティバル2011夏（2011年7月24日、幕張メッセ） - 衣装は綾波レイ ｢グレンラガンヨーコバージョン｣（新世紀エヴァンゲリオン）[33]
- ワンダーフェスティバル2013冬（2013年2月10日、幕張メッセ） - 衣装は小鳥遊六花（中二病でも恋がしたい！）[34]

## 作品

### コスプレROM
1. 閲覧x禁止（2006年）
2. Jellyfish（2007年）
3. Cattle Mutilation（2007年）
4. スペースチャンネル（2007年）
5. Spilt Milk（2007年）
6. Midnight Circus（2007年）
7. 小悪魔KISS（2007年、ドラゴンクエストソード）
8. SWIMMING ANT-EATER（2008年）
9. BE AWARE OF ALPACA!（2008年）
10. Two whole roasted cow festival（2008年）
11. King's Knight（2008年、FATE）
12. Pandora: The Siren of Saturn（2009年、美少女戦士セーラームーン）
13. ふんどしのくに（2009年）
14. DESIRE（2009年、魔法少女アイ）
15. Nobusumas from hell（2009年）
16. うしじまいい肉の建もの探訪（2010年1月1日）
17. WHAT IF IT’S A HUMAN?（2010年1月1日、DVD）- セルフプロデュースによるイメージDVD[1][2]。
18. うしまん（2010年）
19. UHM: The Ushijima is a Harsh Mistress（2010年8月16日、新世紀エヴァンゲリオン）
20. Abalone Soup with Assemblyman and Sea Urchin（2010年12月）
21. じがどり SELF PORTRAIT（2010年12月）
22. Gonna Get Your Heart!!!（2011年5月5日）
23. smack my Witch Up（2011年8月22日発行、魔法少女まどか☆マギカ） - 出演:つくし、ぷで、みーや、lenfried
24. Song of Sayaka And Kyoko（2011年8月22日発行、魔法少女まどか☆マギカ） - 出演:花邑沙希
25. まりょうとうしじま（2011年8月22日発行、魔法少女まどか☆マギカ） - 出演:蝶月真綾
26. Giant Anteater（2011年12月、GANTZ）
27. Invaders Must Die（2012年）
28. 尻を出す 野外編（2013年）
29. THE PARKA EMPIRE NO.1（2013年4月29日）[35]
30. USHIJIMA IN GOTHIC LOLITA.WALKING HER DOG（2013年5月4日）
31. 動画集（2013年12月29日、DVD）[36]
32. HOOTERS 東京に現る（2014年8月16日） - 出演:つくし、みーや[37]
33. 色ハ似穂ヘト 出演:るく
34. KIMERA 出演:KANAME☆、みるる
35. NICE IDOL(FAN) MUST PURE!!!
36. NICE IDOL(FAN) MUST PURE!!! Vol.2
37. MASTER COSROM 01 うしまこ（THE IDOLM@STER）
38. 胸騒ぎのむちむち
39. 動画集2（2016年1月5日、DVD）
40. Re:ゼロから始めるうしじまのコスプレ生活（2016年12月30日、Re:ゼロから始める異世界生活、DVD）

- 出典はamazon[38]、うしじまいい肉Twitter、ドリームカート[39]、まんだらけ通販を閲覧[40]。西暦は継承。

### 楽曲
うしとかま
1. ヤクザとして生きていく（2017年11月11日）

### 書籍
- キャラ作画のつぼ ねじれ・くびれ・脱力の描きかた（2013年2月6日、グラフィック社） - 作画のためのポーズ・ファイル。ISBN 978-4766124101

#### 著書
- 自撮りの教科書 (学校ではゼッタイ教えてくれない教科書シリーズ)（2015年9月19日、マイクロマガジン社） - ISBN 978-4896375251

#### 写真集
同人誌
1. Predator Rat 写真集（A4変形64頁）
2. Predator Rat 写真集 Vol.2 Pure（2016年8月12日、A4変形112頁）

出版社
- - うしじまいい肉写真集（2013年5月28日、一迅社） - 商用出版されたもので、過去の写真集からのベストショットに撮り下ろし写真を加えたもの[41]。付録DVD付き。ISBN 978-4758007511
  - うしじまいい肉 PredatorRat写真集（2018年3月1日、一迅社） - うしじまのファッションブランド "Predator Rat"。同人誌の再録と撮り下ろし。参加モデル：うしじまいい肉、逢坂愛、あまつ様、イチジョウリヲ。、兎月りお、近衛りこ、こみつじょう、ちいぺこ、ツナマヨ、ナマダ、仁藤りさ。ISBN 978-4758015837[42]

## プロデュース作品
衣装監修、衣装プロデュースなどを担当。以下、特記のないものはAV作品。
- 『ひとみ ニーハイ×敏感Gカップ少女』（2014年11月13日、無垢、出演：井上瞳） - プロデュースしたニーハイソックスが登場
- 『【実写版】堕ちる人妻 川上ゆう 神波多一花 羽月希』（2014年12月26日、ZIZ、出演：川上ゆう、神波多一花、羽月希 ） - 衣装監修
- 『うしじまいい肉プロデュース アイドル原石 宅コスレイヤー碧木凛』（2015年12月25日、宇宙企画、出演：碧木凛） - 衣装プロデュース
- 『うしじまいい肉プロデュース アイドル原石 宅コスレイヤーあおいれな』（2016年1月8日、宇宙企画、出演：あおいれな） - 衣装プロデュース
- 『うしじまいい肉プロデュース 佐倉絆×コスプレ×リアルエロ』（2016年2月12日、宇宙企画、出演：佐倉絆） - 衣装プロデュース

## 資料・文献など
- 『セックスペディア 平成女子性欲事典』三浦ゆえ・平成女子性欲研究会 共著（文芸春秋、2014年3月15日初版発行、ISBN 978-4-16-390033-9）
本書22 - 23ページにて、「うしじまいい肉」についての記載あり。
- 『コスROMレイヤー×じがどり コスVOVEオンナノコ』（マイウェイ出版、2012年8月5日初版発行、ISBN 978-4-86135-930-9）
表紙および本書3 - 12ページにてコスプレ写真掲載。
- 『うしじまいい肉』伊佐美ノゾミ 著（ヒット出版社、ISBN 978-4-89465-530-0）
カバー扉絵、2 - 13ページ、単行本裏表紙にて写真掲載、本書巻末ページにてコメントを寄せている。
- 『キャラ作画のつぼ ねじれ・くびれ・脱力の描きかた』（グラフィック社、2013年2月25日初版発行 ISBN 978-4-7661-2410-1）
4 - 33ページにて、うしじまのポージングモデルが掲載。34 - 42ページにて、うしじまと漫画家・桂正和とフィギュア造形作家・竹谷隆之との対談が掲載されている。